# Leipzig-Plagwitz
Plagwitz est un quartier de Leipzig en Allemagne situé à l'ouest de la ville.
L'ancien village en Saxe, situé à trois kilomètres à l'ouest du centre-ville de Leipzig, a obtenu le statut de commune rurale en 1839 et a été rattaché à la ville de Leipzig en 1891. C'était un quartier industriel pendant les XIXe et XXe siècles – le site industriel intra-urbain le plus dense d'Europe – jusqu'à la réunification allemande. Après la désindustrialisation, il s'est développé au tournant du millénaire en un lieu consacré à la culture et à l'économie créative et en une zone résidentielle très prisée.
La gare de Leipzig-Plagwitz desservie par la ligne 1 du S-Bahn et l'ancienne gare industrielle de Leipzig-Plagwitz sont situées dans le quartier. Une des voies principales du quartier est la Karl-Heine-Straße qui croise le Canal Karl Heine. Le centre culturel et artistique dans l'ancienne  filature de Leipzig est également située entre les quartiers de Plagwitz et de Lindenau.

## Géographie
Le quartier se situe à l'ouest de Leipzig.
|                     | Leipzig-Lindenau       |                   |
| Leipzig-Neulindenau | Leipzig-Plagwitz       | Leipzig-Schleußig |
|                     | Leipzig-Kleinzschocher |                   |

## Histoire

### Moyen Âge et début des temps modernes
Le village a été fondé par des colons slaves au sud de la jonction de la Kleine Luppe, sur la rive ouest de l' Elster Blanche. Elle a été mentionnée pour la première fois dans des documents sous le nom de « Plochtewitz » en 1412. Le nom du lieu est dérivé du vieux mot sorabe Płachtovic, qui signifie quelque chose comme « établissement sur une parcelle de terrain divisée » (cf. sorabe płachta = drap, tissu, voile).
Depuis le XIIIe siècle, les souverains sont les évêques de Mersebourg (jusqu'en 1562). Après la transformation du diocèse Principauté épiscopale de Mersebourg, les électeurs de Saxe ont agi en tant que souverains de 1562 à 1656, les ducs de Saxe-Mersebourg de 1656 à 1738 et les électeurs (rois depuis 1806) de Saxe de 1738 à 1918. Tant au sein du monastère de Mersebourg que dans le duché de Saxe-Mersebourg, le village de Plagwitz appartenait au district de Lützen. Après la cession de la majeure partie du diocèse de Mersebourg au royaume de Prusse à la suite du traité de Vienne du 10 janvier 1815, Plagwitz et la partie orientale du district de Lützen qui restait au royaume de Saxe rejoignirent le district de Leipzig.
Le village de Plagwitz appartenait au district de domaine du manoir Kleinzschocher (tout comme les villages de Kleinzschocher, Schleußig et Großmiltitz). Kleinzschocher était également une paroisse et une école pour les Plagwitz. En 1835, le village comprenait 4 1/8 Magazinhufen, 20 maisons et 172 habitants.
Après le remplacement du régime seigneurial en Saxe, Plagwitz fut une commune indépendante de 1839 à 1890. Cependant, la juridiction inférieure resta au tribunal patrimonial de Kleinzschocher jusqu'au 1er octobre 1856.

### Vers une communauté industrielle

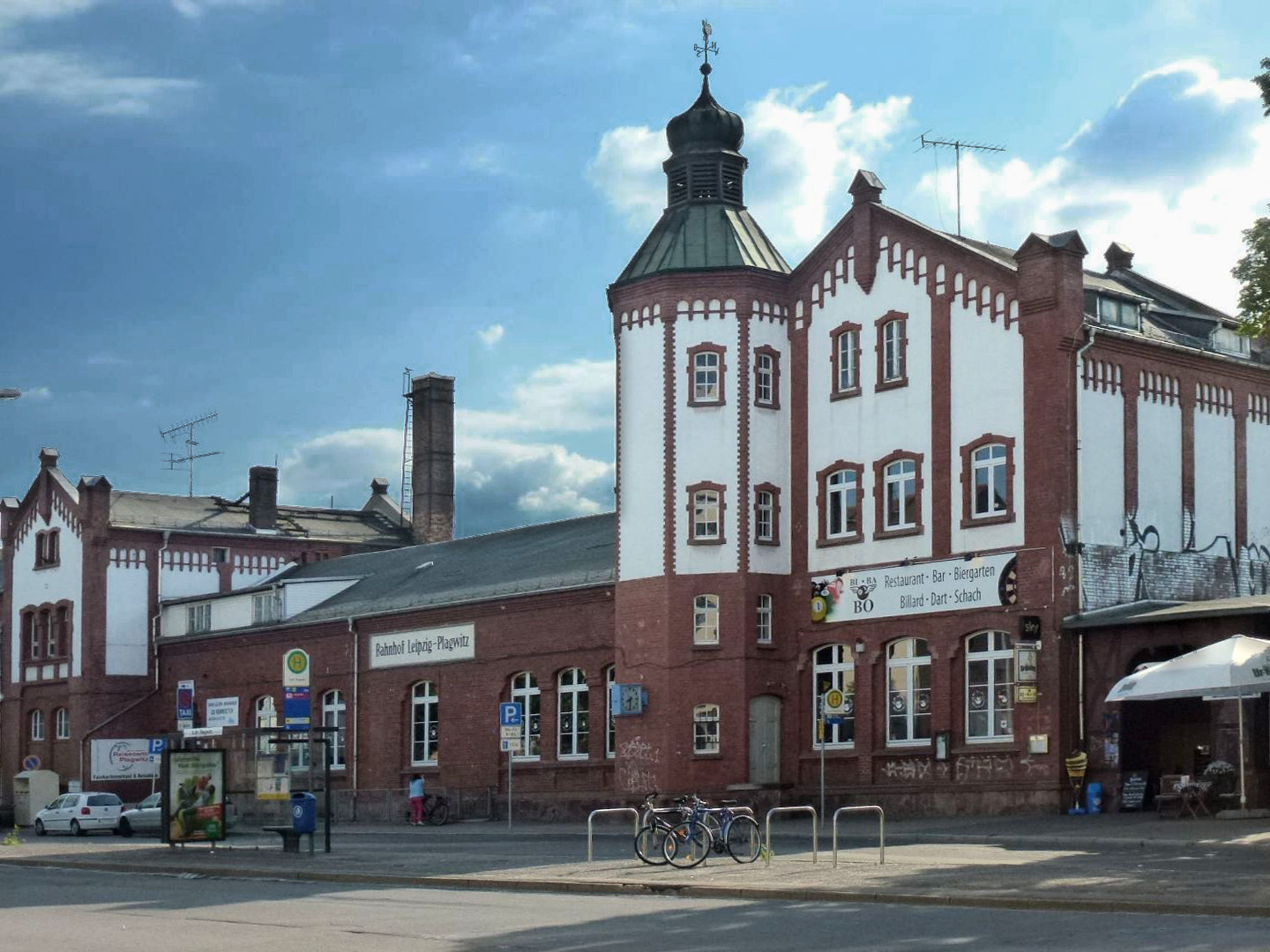
Gare de Leipzig-Plagwitz

En 1854, l'avocat de Leipzig Karl Heine (1819-1888) commença à acheter des terrains dans la commune de Plagwitz afin de les utiliser pour l'implantation projetée d'entreprises industrielles. De nouvelles voies de circulation furent également créées sous sa direction. Il convient de noter ici le canal Elster-Saale , qui a débuté en 1856 dans un premier tronçon qui porte aujourd'hui son nom sous le nom de canal Karl Heine, ainsi que la construction d'un nouveau pont sur l'Elster Blanche et donc une connexion directe avec Leipzig. L'expansion des infrastructures a encouragé la création d'un grand nombre de nouvelles usines. L'usine de machines agricoles Rudolph Sack, fondée en 1863, et l' entreprise Mey & Edlich (production de colliers en papier, manchettes en papier et autres articles de mode), qui produisaient à Plagwitz depuis 1869, étaient particulièrement importantes.
En 1872, Plagwitz fut finalement reliée au réseau de tramway de Leipzig et en 1873 au réseau ferroviaire allemand avec la mise en service de la Compagnie des chemins de fer de Thuringe, initialement privée, puis du Chemin de fer royal prussien vers Zeitz. En 1879, la route vers Markkleeberg-Gaschwitz était également reliée au réseau ferroviaire royal saxon. En conséquence, une grande gare industrielle a été construite à Plagwitz comme gare de transfert entre les deux compagnies ferroviaires avec de nombreuses lignes de liaison et connexions industrielles. Le pont en bois de Könneritz sur l'Elster Blanche, construit en 1869, a été remplacé en 1899 par un pont en fer.

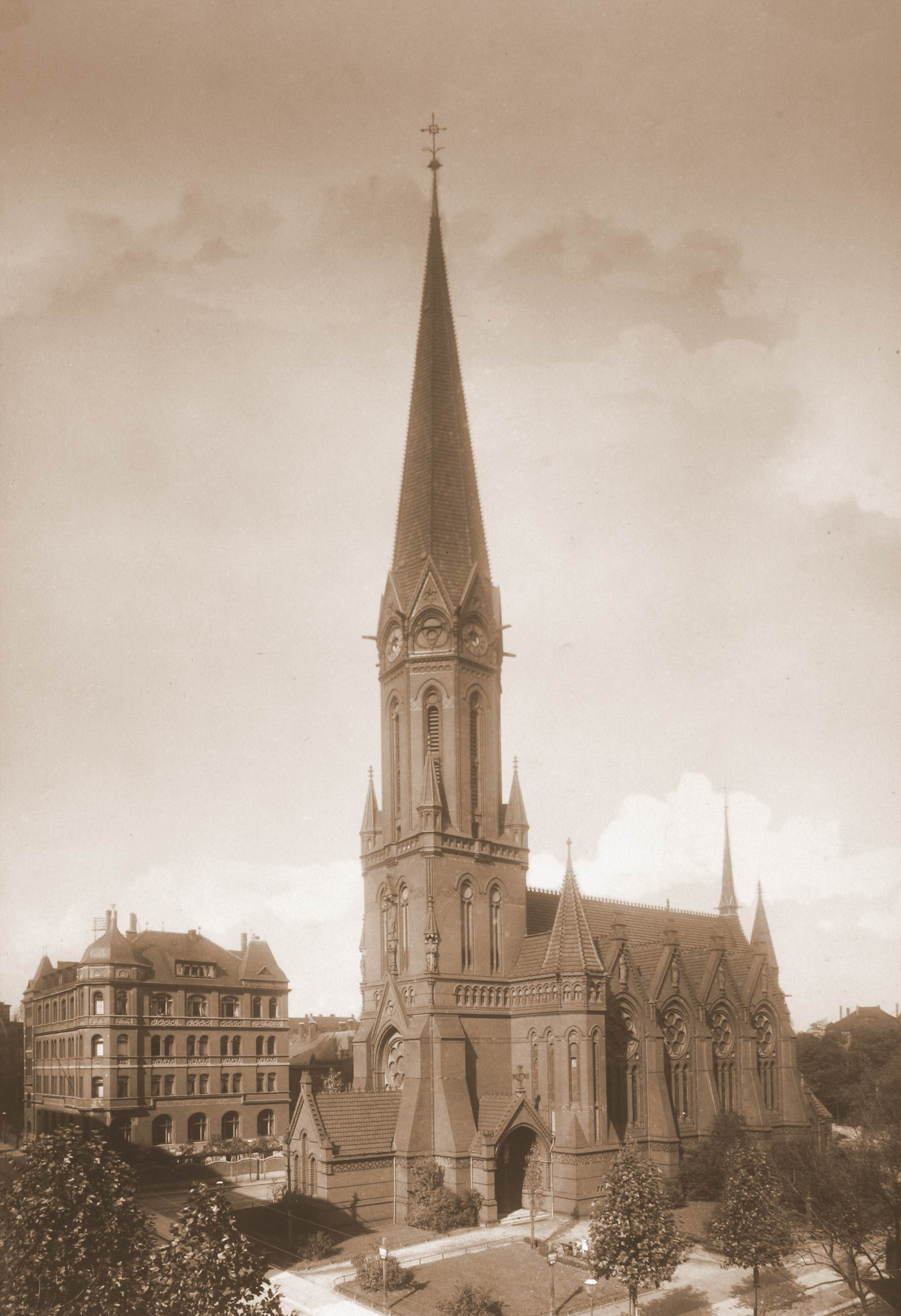
Église du Sauveur (Heilandskirche, vers 1913)

L'importance croissante de l'industrie de Plagwitz se reflète également dans l'augmentation du nombre d'habitants. Alors que la commune ne comptait que 134 habitants en 1834, elle en comptait déjà 2 531 en 1871 et 13 045 à la veille de son incorporation à Leipzig en 1890. En raison de l'augmentation de la population, Plagwitz se sépara de plus en plus de Kleinzschocher et sa propre école fut inaugurée en 1862. De 1873 à 1890, la commune rurale de Plagwitz appartenait à l'administration de district de Leipzig (Kreishauptmannschaft Leipzig). En 1880, le cimetière de Plagwitz, qui existe encore aujourd'hui, fut aménagé sur la Stockmannstraße et l'Alte Salzstraße. Les tombes d'entrepreneurs importants et de leurs familles s'y trouvent, dont Hugo Brehmer, Rudolph Sack et Ernst Mey.
Le dépôt de Plagwitz, construit en 1881, était la deuxième station de tramway du chemin de fer à chevaux de Leipzig. En 1884, la coopérative de consommation de Plagwitz et de ses environs a été fondée, qui est devenue l'une des plus grandes coopératives de consommateurs d'Allemagne et a été le précurseur de la consommation actuelle de Leipzig e. G. (Konsum Leipzig). La commune de Plagwitz a construit en 1883/1884 un hôtel de ville représentatif sur l'ancienne Dorfstraße (aujourd'hui Alte Straße). Diagonalement opposée, l'église néo-gothique du Saveur (Heilandskirche) a été construite entre 1886 et 1888 pour la paroisse désormais indépendante de Plagwitz. Après la mort de Karl Heine en 1888, l'entreprise de construction de Leipzig Westend qu'il fonda poursuivit ses projets.

### Plagwitz comme quartier de Leipzig

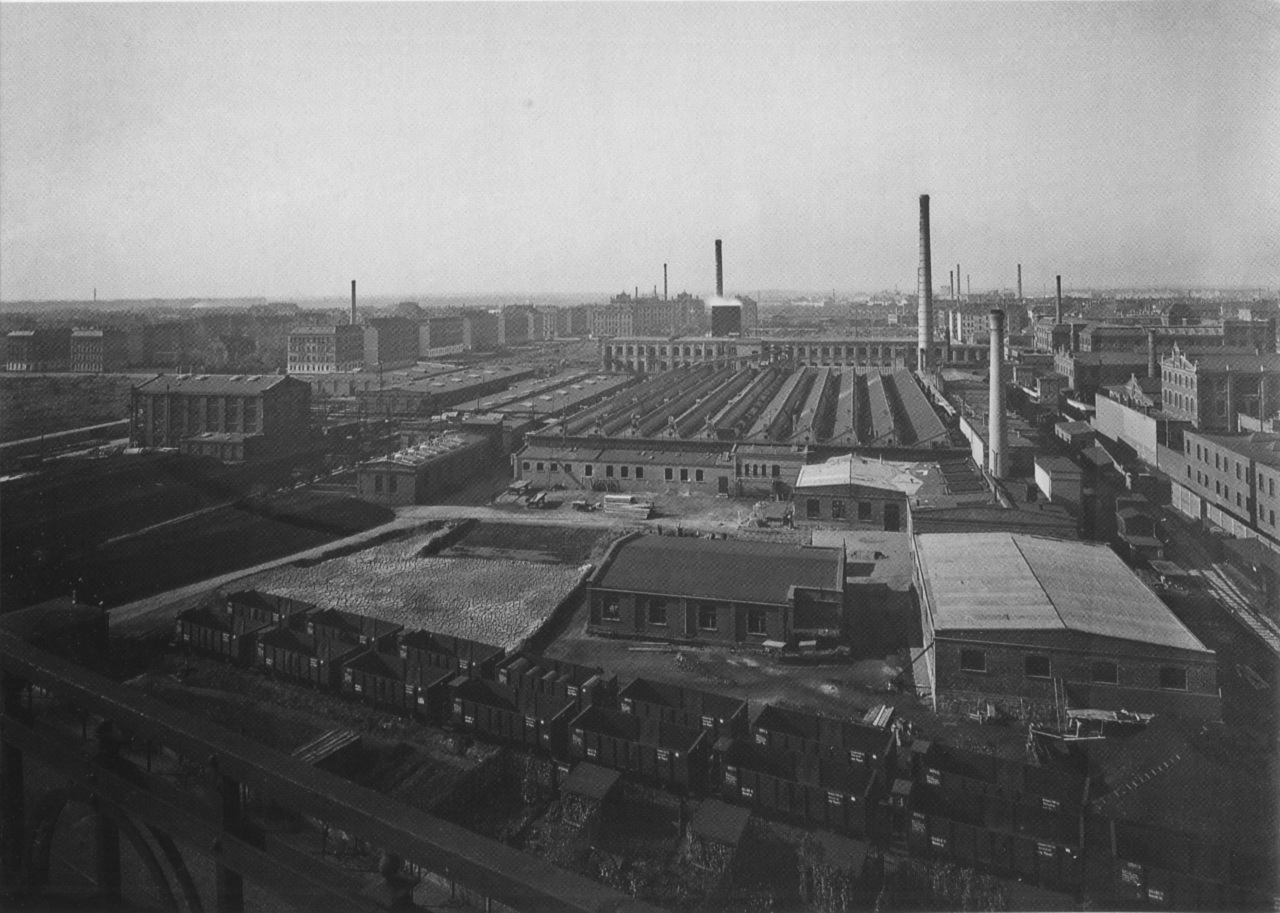
Panorama sur la zone industrielle de Plagwitz (entre 1918 et 1935)

Le 1er janvier 1891, Plagwitz fut incorporée à Leipzig. Les travaux du canal Karl Heine furent achevés en 1893 (mais pas le raccordement à la Saale prévu par Heine) et le premier grand magasin ouvrit ses portes en 1900. En 1927, Plagwitz comptait 18 300 habitants. Peu de nouveaux espaces résidentiels et commerciaux ont été ajoutés entre les années 1920 et 1940. Il convient toutefois de souligner le centre de consommation expressionniste en brique construit entre 1929 et 1932 (Architecte: Fritz Höger). Durant la Seconde Guerre mondiale, les entreprises Plagwitz ont prospéré grâce à des contrats d'armement. Ces usines d'armement ont été partiellement détruites pendant la guerre, mais il n'y a pas eu de destruction généralisée à Plagwitz.
Après la guerre, la plupart des entreprises ont été transformées en entreprises publiques. Dans l'économie planifiée, pratiquement aucun investissement n'a été réalisé dans les installations industrielles existantes et les bâtiments anciens, de sorte que les locaux commerciaux et les bâtiments résidentiels sont progressivement tombés en ruine. L'air était pollué par 118 cheminées industrielles par km2. Néanmoins, l'ouest de Leipzig est resté le site industriel le plus densément peuplé d'Europe jusqu'à la fin de la République démocratique allemande. En 1989, il y avait encore environ 13 000 emplois industriels à Plagwitz (sur un total de plus de 100 000 à Leipzig). Après la Réunification allemande en 1989/90, une désindustrialisation soudaine s'ensuit : presque toutes les usines sont fermées, le nombre d'emplois dans l'industrie est tombé à 1 500 en 1995 et 20 hectares de friches industrielles sont créés.

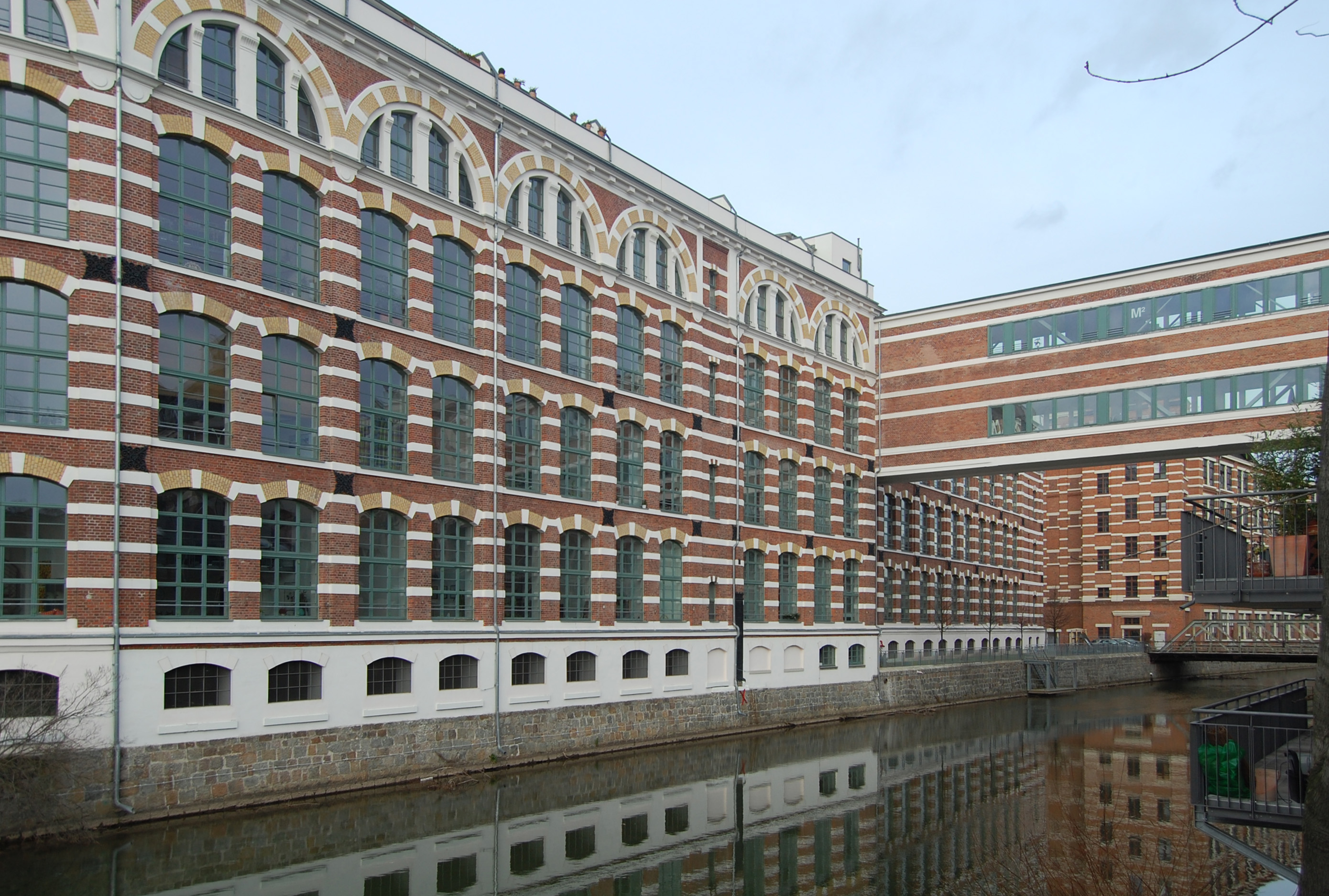
Ancienne usine de fil de laine saxonne, aujourd'hui lofts

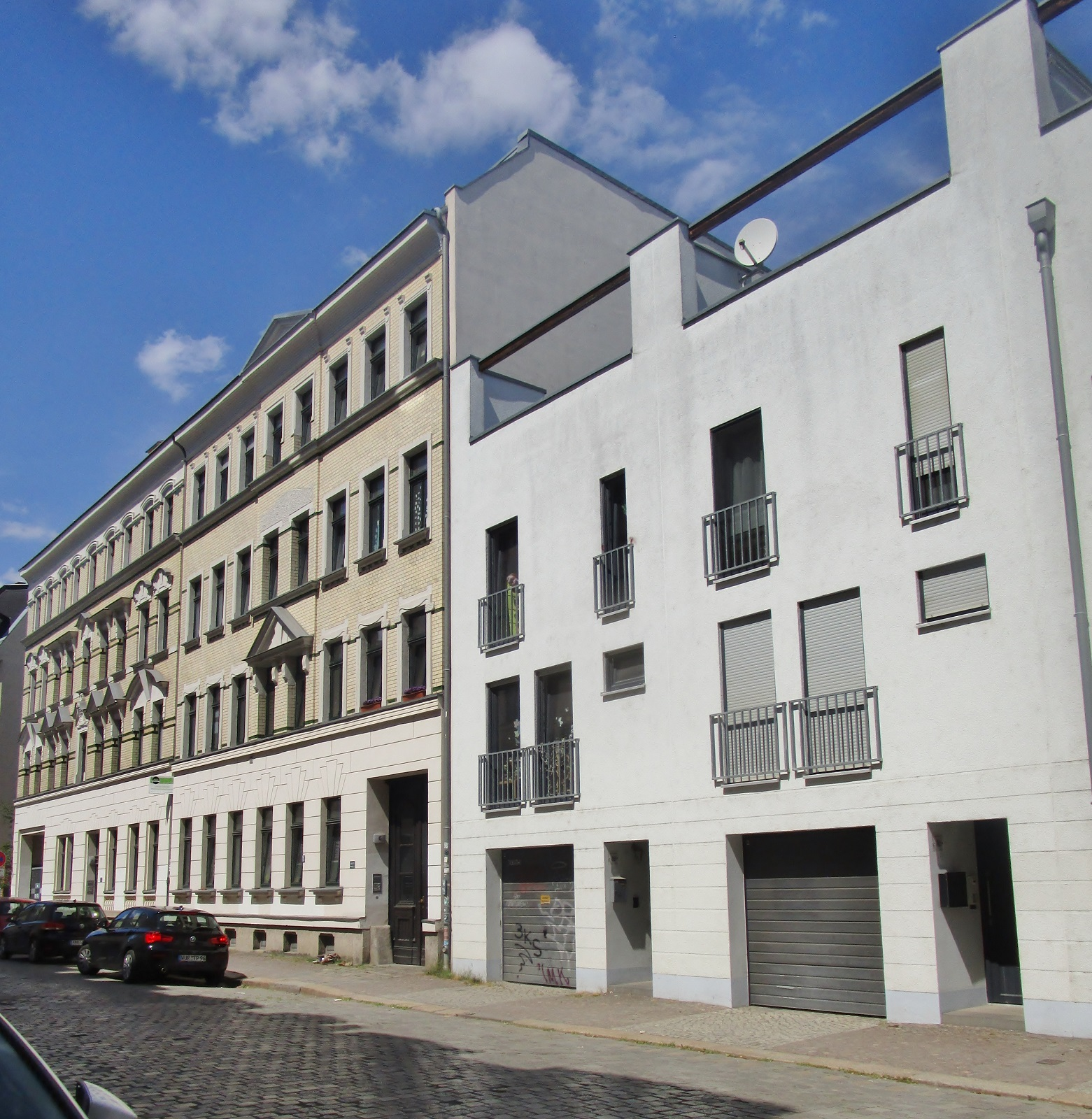
Maisons de ville sur la Naumburger Straße

Le quartier de Plagwitz, créé en 1992 dans le cadre de la structure municipale de la ville de Leipzig à des fins administratives et statistiques, ne correspond que partiellement à la superficie de l'ancienne commune de Plagwitz. Après avoir réalisé des études préparatoires, des résolutions du conseil municipal ont été adoptées en 1994, 1999, 2013, 2018, 2019 et 2021 pour une superficie allant jusqu'à 86 hectares à Plagwitz et Lindenau en tant que zone de réaménagement. De 1993 à 2020, un total de 22 766 680 euros de financements du Land de Saxe, du gouvernement fédéral et de la Commission européenne ont été consacrés à des mesures de rénovation et de développement urbains dans ce domaine.
Durant cette période, de nouvelles zones commerciales ont été construites et des bâtiments industriels abandonnés ont souvent été convertis. Des maisons de ville ont été construites sur un site industriel abandonné. En 1997, le 5e Sénat pénal de la Cour fédérale de justice a déménagé de Berlin à la Villa Sack à Leipzig-Plagwitz (qui fait partie du quartier de Lindenau selon la réorganisation municipale). L' usine de fil de laine saxonne - le plus grand patrimoine industriel d'Allemagne - a été transformée en lofts en 1999.
Le projet «Plagwitz en route vers le XXIe siècle – un exemple de réaménagement urbain durable» a été présenté à l'Expo 2000. Depuis cette époque, Plagwitz est redevenu l'un des quartiers les plus dynamiques et « branchés » de Leipzig. De nombreuses start-up et acteurs des industries culturelles et créatives se sont installés ici. Depuis, un processus de gentrification a été observé.

## Population
Le quartier comptait 16 660 habitants en 2021 selon le registre des déclarations domiciliaires, c'est-à-dire 9 747 hab./km2. Entre 2000 et 2019, la population du quartier de Plagwitz a presque doublé : de 8 534 à 16 297 habitants.
| Année | Résidents |
| ----- | --------- |
| 2000  | 08.534    |
| 2005  | 10.336    |
| 2010  | 12.116    |
| 2015  | 15.067    |
| 2020  | 16.549    |
| 2024  | 17.209    |

## Architecture

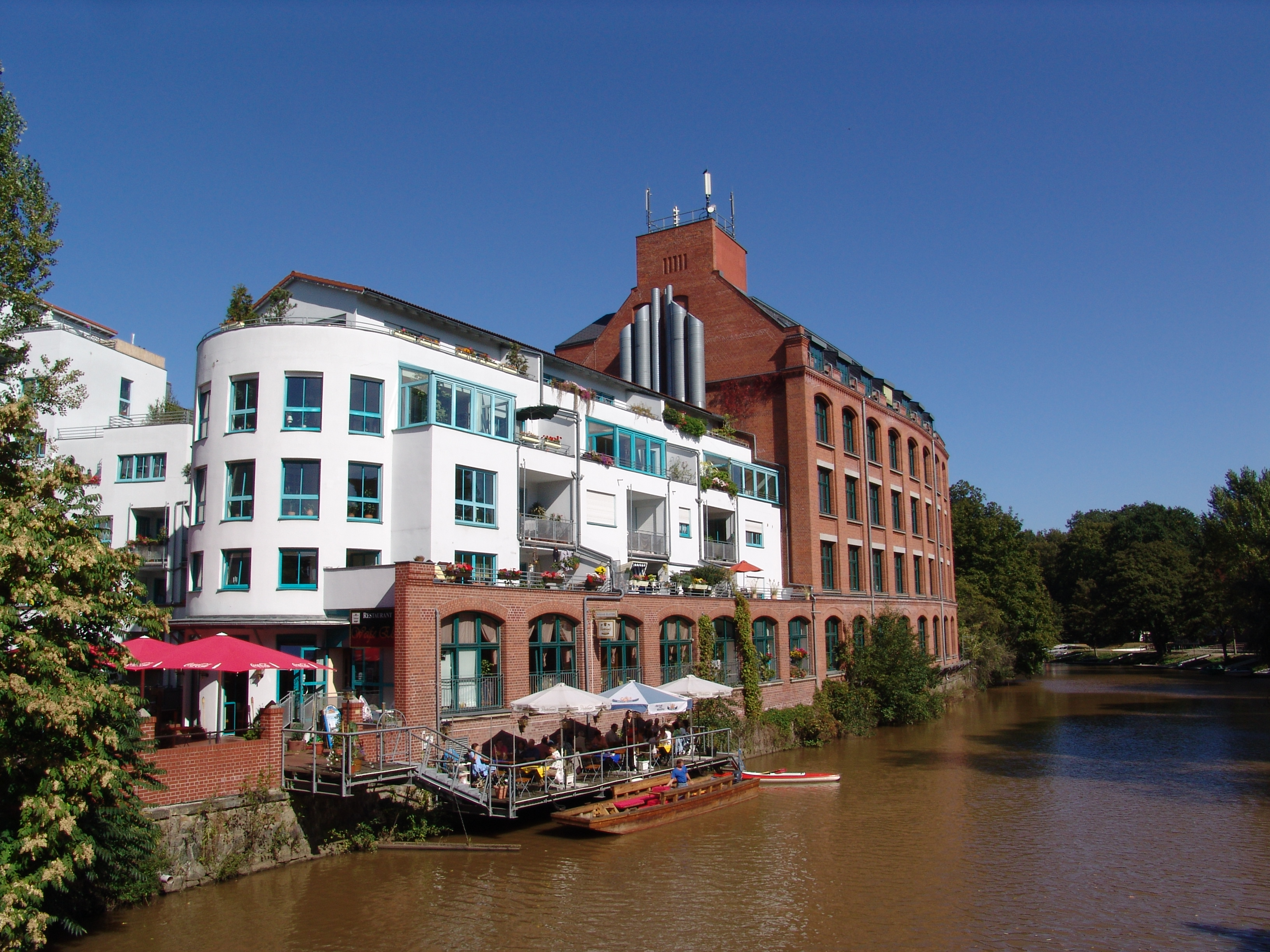
Ancienne usine de Mey & Edlich
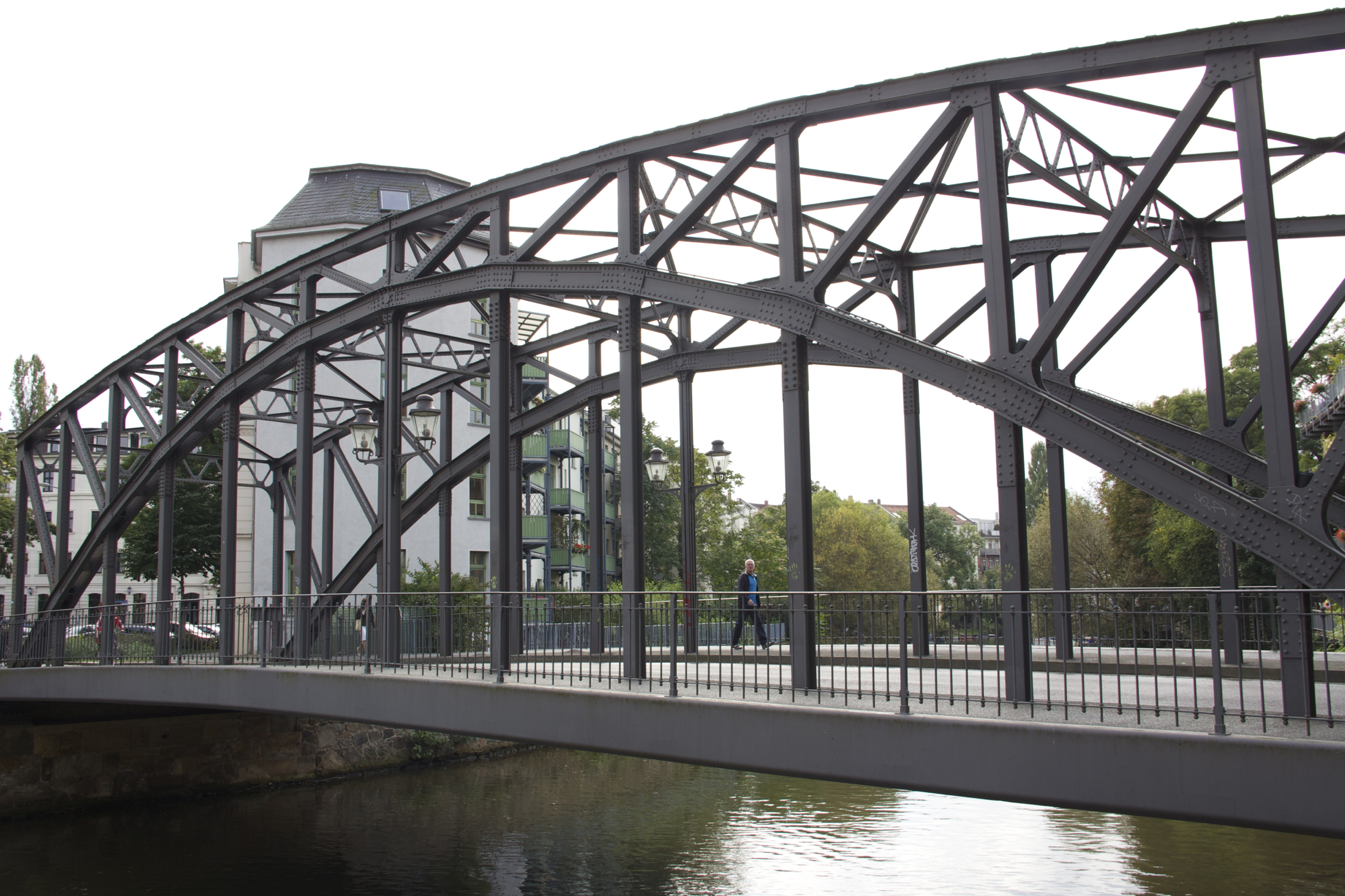
Pont de Könneritz sur la rivière Elster Blanche
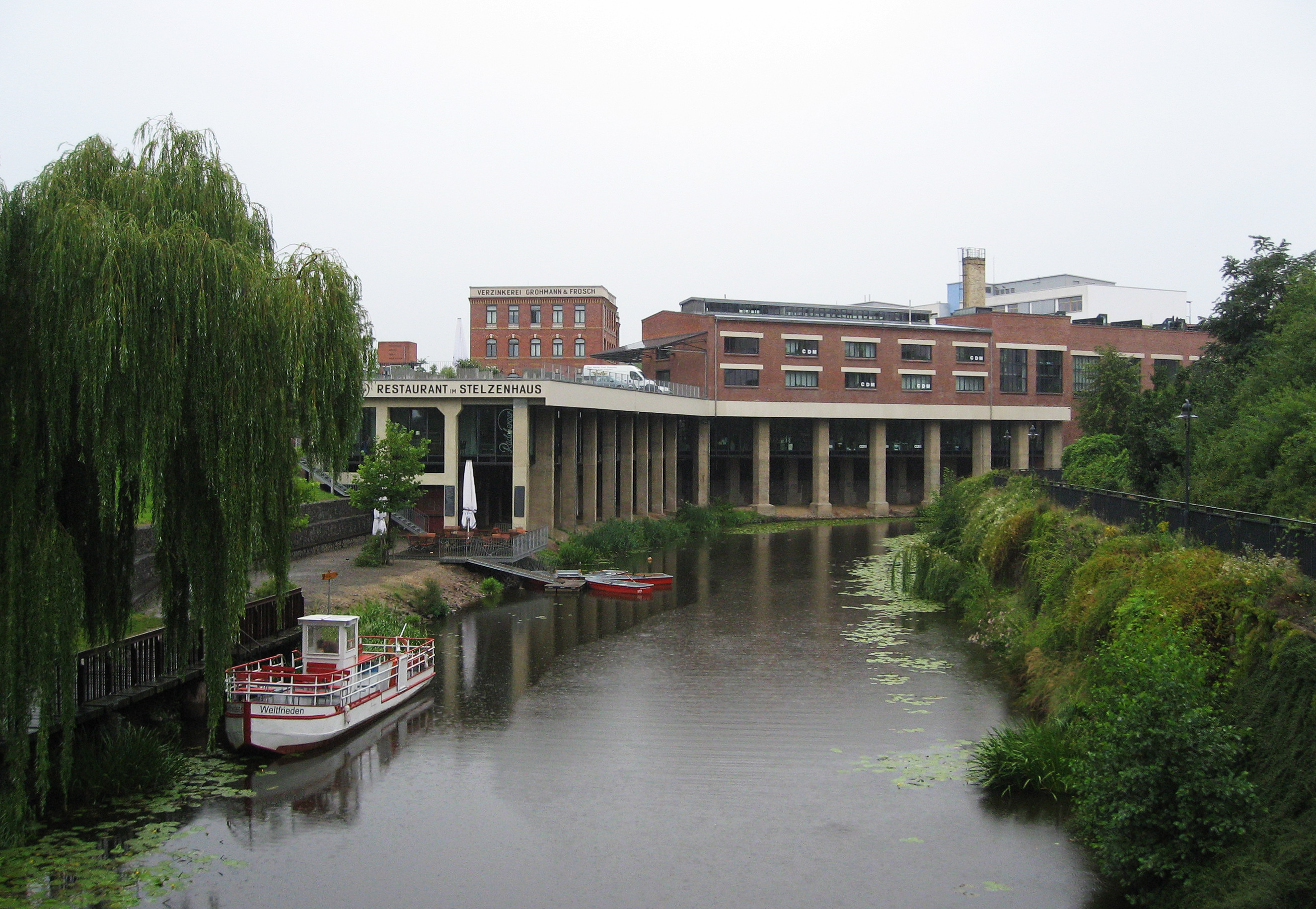
Canal Karl-Heine avec la Stelzenhaus.
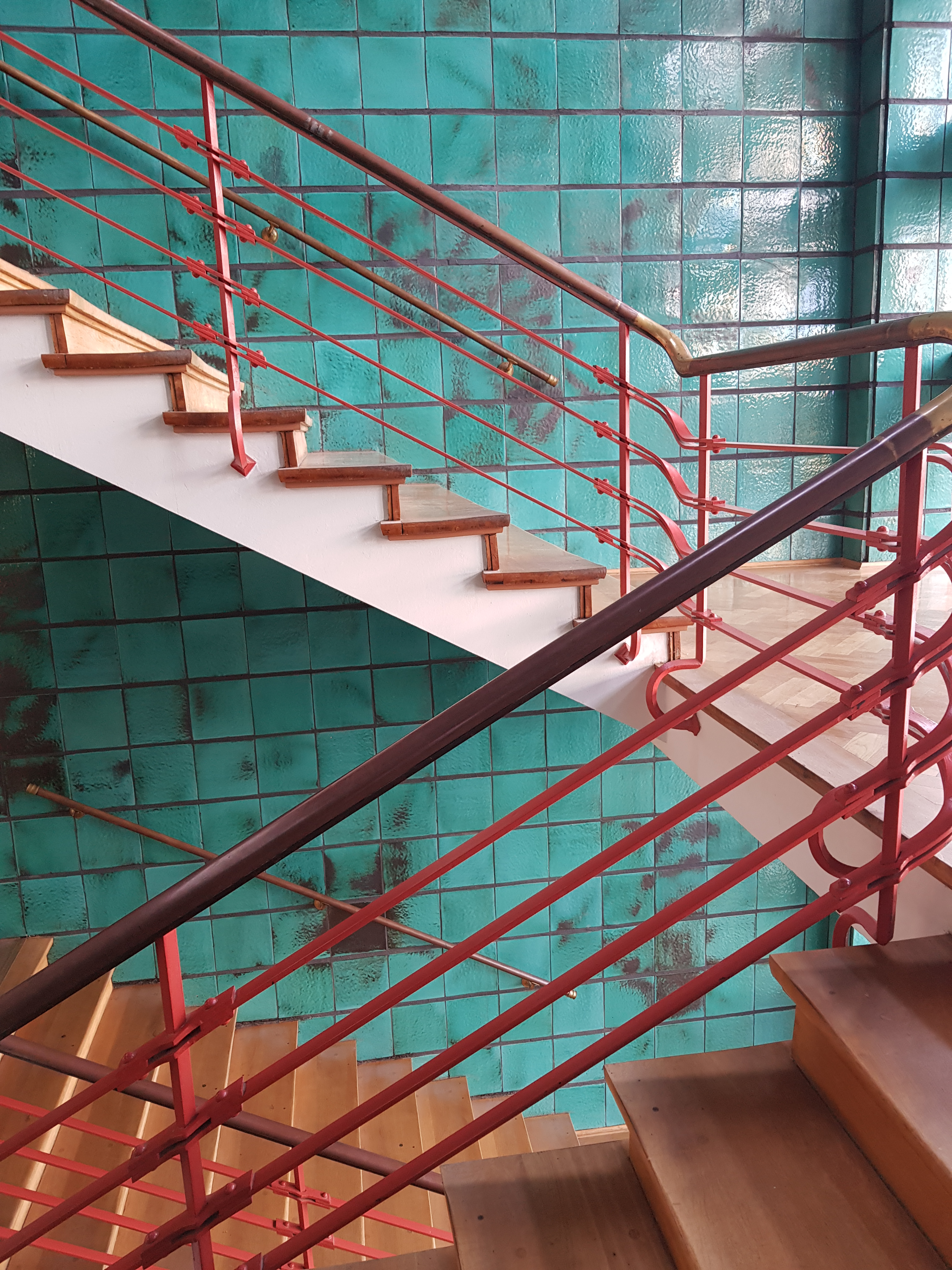
Dans le centre de la coopérative de consommation
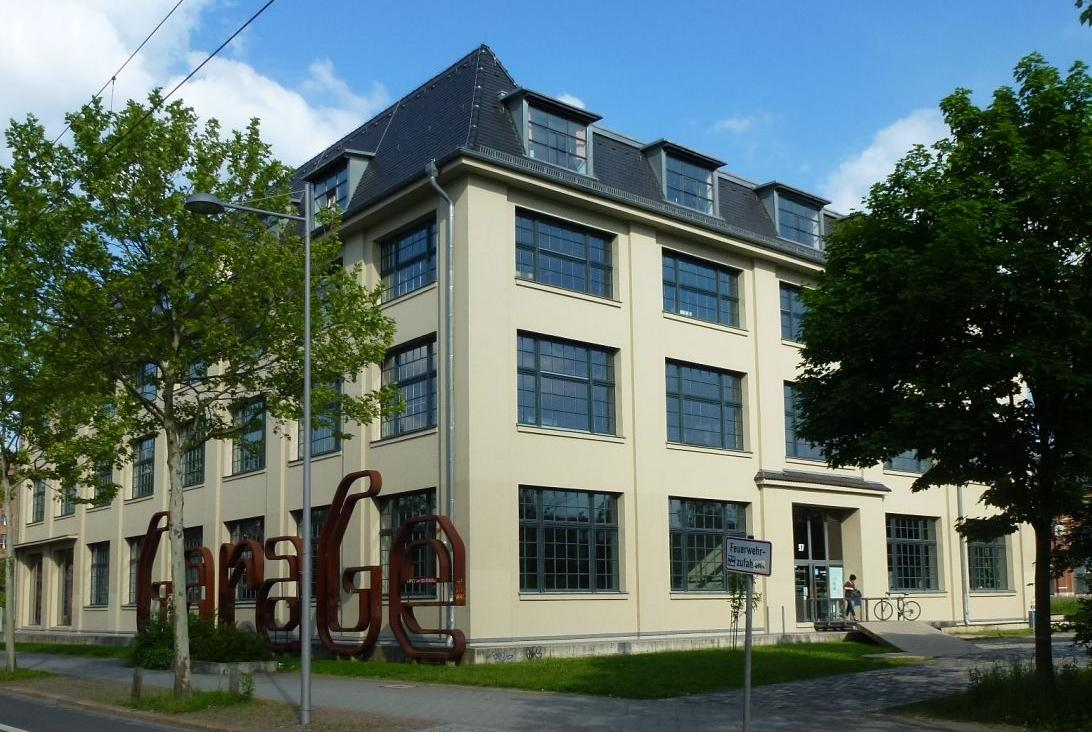
Centre technique pour jeunes GaraGe
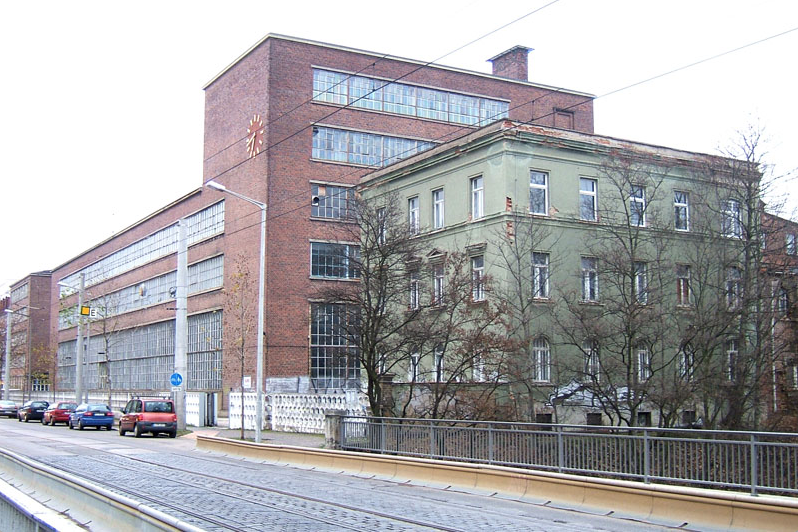
Quartier d'art Westwerk
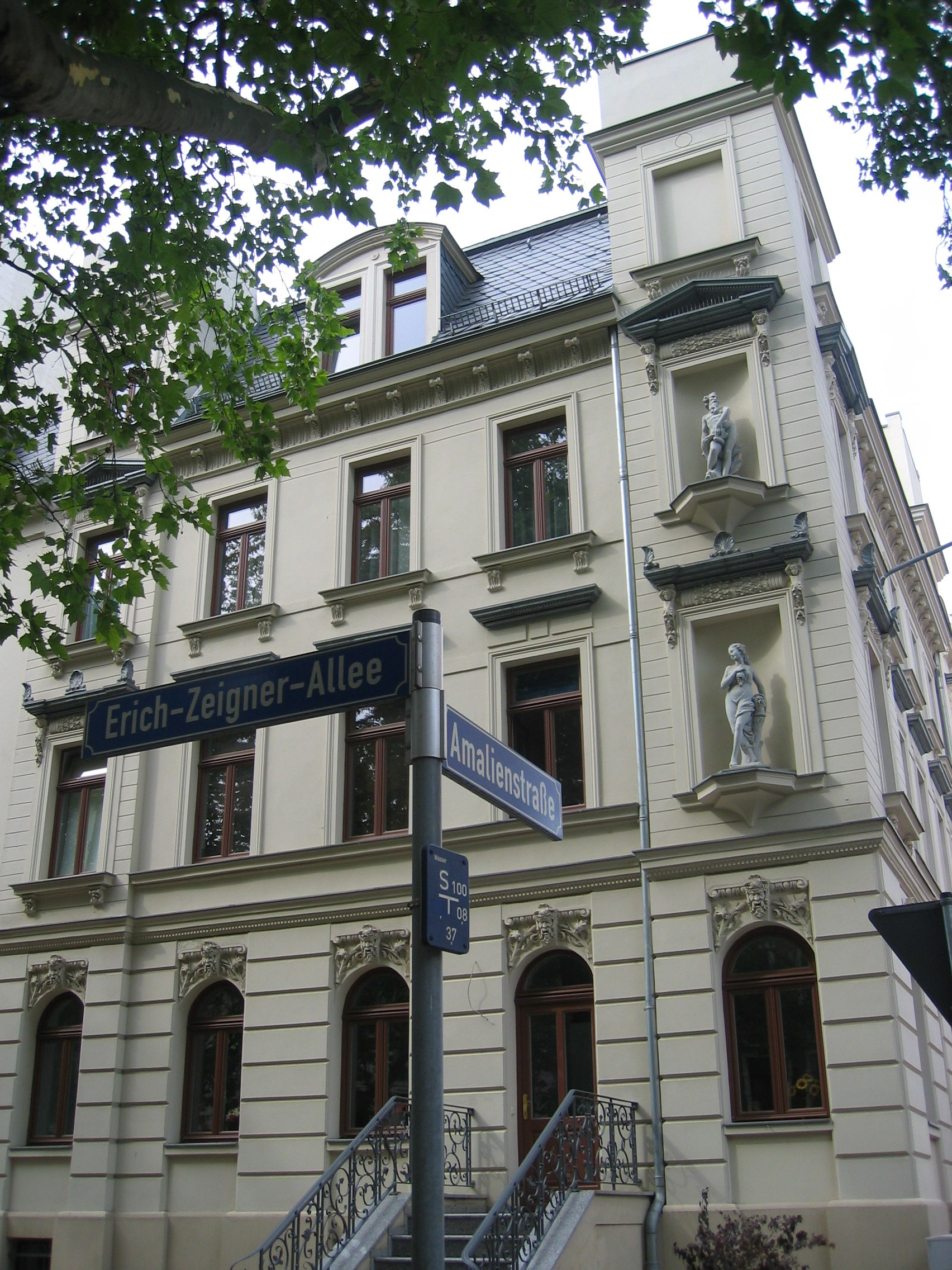
Façade Gründerzeit

## Parc du quartier

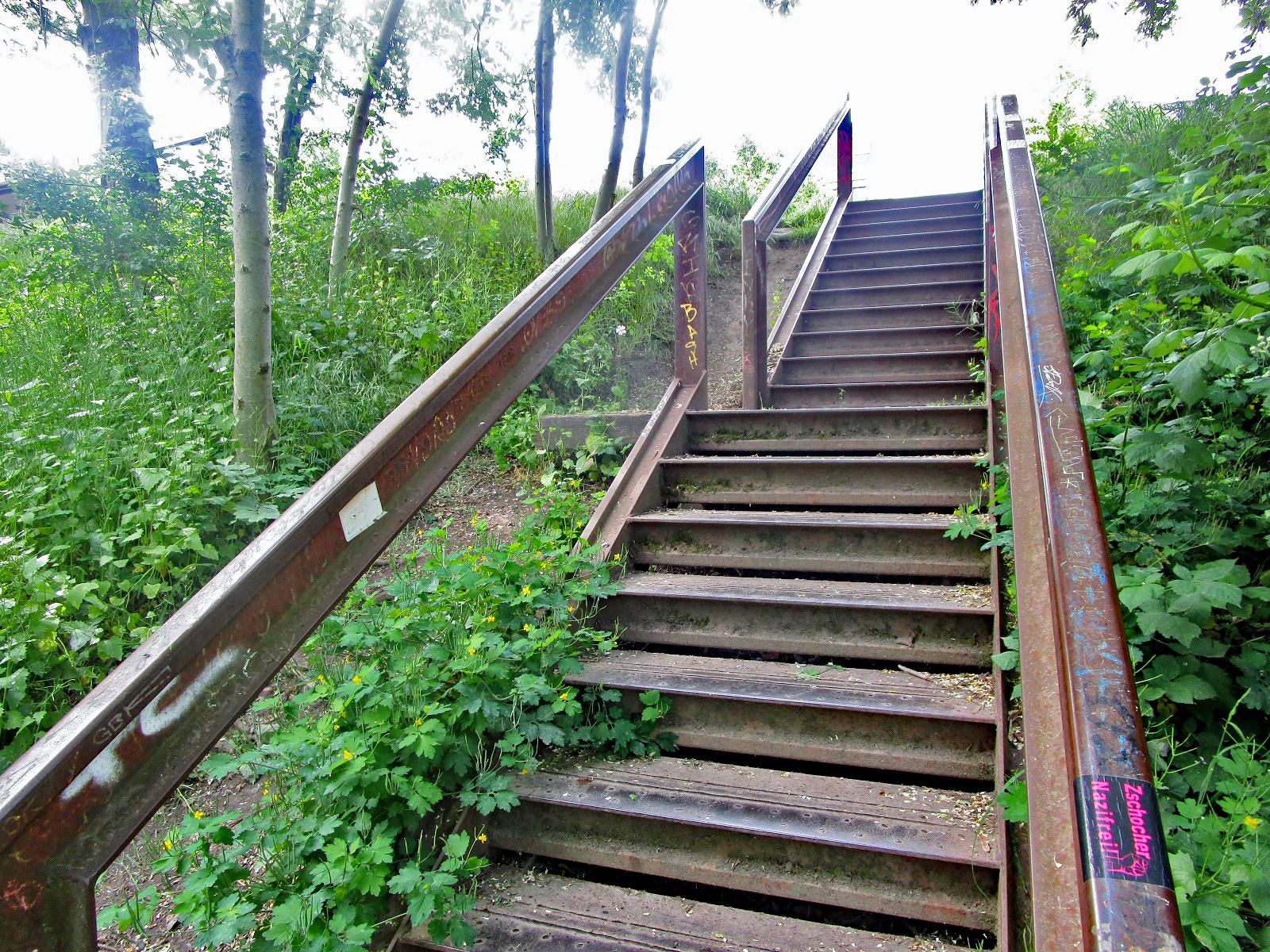
Escaliers fabriqués à partir de voies ferrées recyclées dans le parc du quartier

Le parc du quartier a été réalisé en deux phases de construction (1999 à 2002 et 2004 à 2007). Sur la base d'un concours et d'une conception du bureau d'aménagement paysager Lützow 7 de Berlin, un parc dans lequel des vestiges ferroviaires sont encore conservés a été créé sur une ancienne zone ferroviaire de 2,7 hectares entre l'Industriestraße et le canal Karl-Heine. Dans les années 2010, ce parc a été mis en réseau avec le GleisGrünZug sur le site de l'ancienne gare industrielle à l'ouest du quartier. Les zones y ont été aménagées depuis 2012 avec la participation active de l' initiative de la société civile Bürgerbahnhof Plagwitz, avec une aire de jeux de construction, une zone scoute, des jardins communautaires, un verger ainsi qu'un café avec location de vélos et de jeux. La station communautaire de Plagwitz a été nommée lauréate du Bundespreis Stadtgrün 2020 (prix fédéral « Urban Green 2020 »).

## Trafic
Les trains régionaux de la ligne Leipzig – Gera – Saalfeld et de la ligne S1 du S-Bahn d'Allemagne centrale s'arrêtent à la gare de Leipzig-Plagwitz.
La ligne de tramway 3 traverse Plagwitz dans le sens nord-sud (sur la Zschocherschen Straße), la ligne 14 circule dans le sens ouest-est le long de la limite nord du quartier (Karl-Heine-Straße). Les deux relient Plagwitz au centre ville. Les deux rues mentionnées sont également les principales artères du transport privé motorisé. De plus, la ligne de bus 60 relie l'ouest de Plagwitz à Neulindenau dans un sens et à Kleinzschocher, le sud de Schleußig et Südvorstadt dans l'autre. La ligne de bus 74 assure des liaisons entre l'est de Plagwitz et Altlindenau ainsi que Schleußig et Südvorstadt.

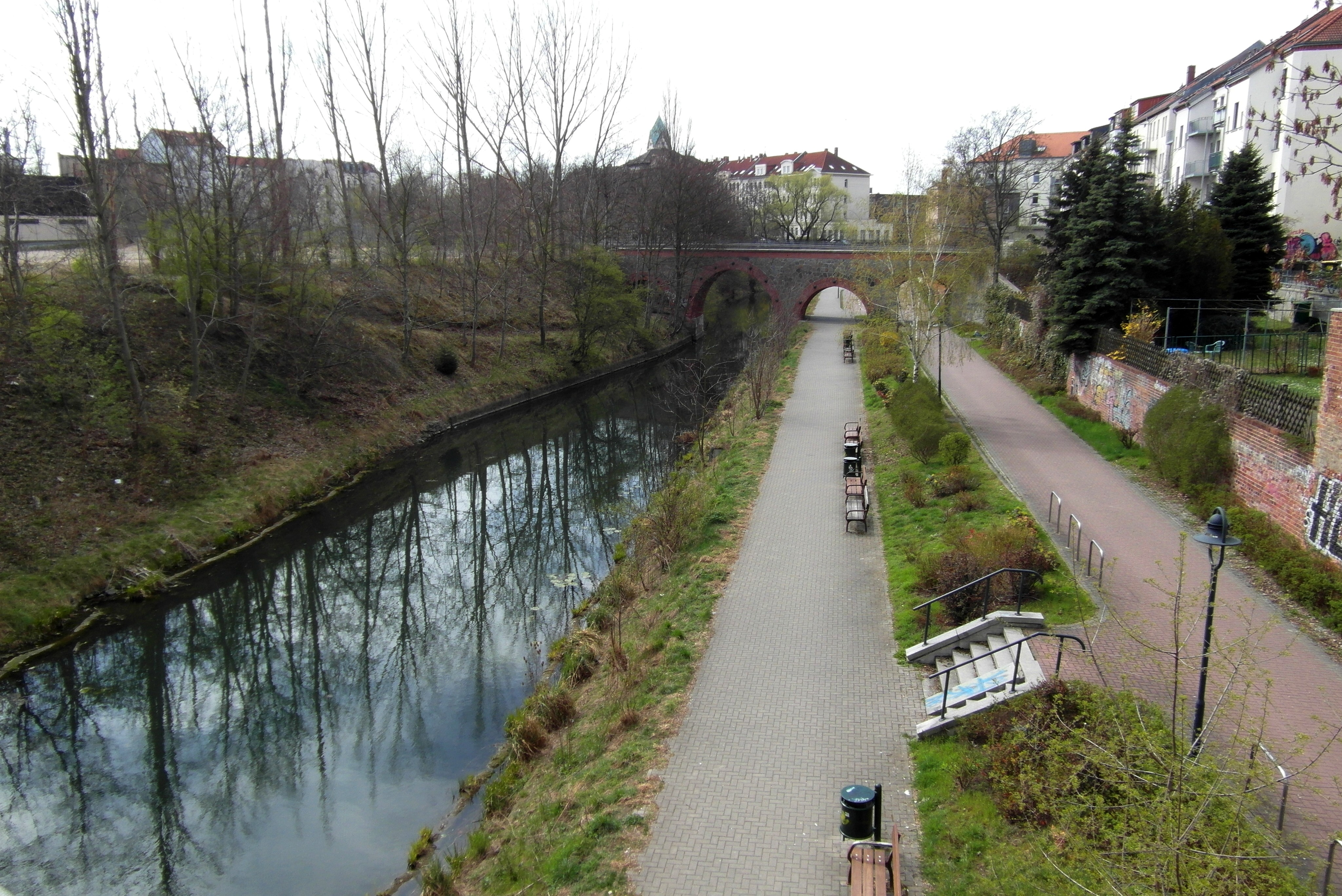
Sentier pédestre et cyclable le long du canal Karl-Heine, via le pont de la voie PI (en arrière-plan), un sentier pédestre et cyclable mène de la gare de Plagwitz au Henriettenpark.

Dans le cadre des mesures de rénovation urbaine, toute une série de nouveaux sentiers pédestres et pistes cyclables ont été créés à Plagwitz. Tout a commencé avec le chemin le long du canal Karl Heine, qui a été inauguré en 1996 après trois ans de préparation et de construction par sa marraine, alors ministre fédérale de l'Environnement, Angela Merkel. Cette mesure a reçu 3 840 000 euros de financement du Land de Saxe, du gouvernement fédéral et de la Commission européenne. D'autres voies ont été créées sur les anciennes voies d'évitement ferroviaire , qui s'étendent de la gare de Plagwitz jusqu'au quartier comme les cordes d'une harpe. Certains de ces sentiers mènent à des parcs nouvellement créés comme le parc de quartier Plagwitz sur l'Industriestraße ou le Parc Henriette (Henriettenpark), déjà situé dans le quartier de Lindenau.

## Personnalités associées à Plagwitz
- Karl Heine (1819-1888), entrepreneur, développa la ville de Plagwitz
- Max Klinger (1857-1920), sculpteur, vécut à Plagwitz
- Erich Zeigner (1886-1949), avocat et homme politique (Parti socialiste unifié d'Allemagne, Parti social-démocrate d'Allemagne), maire de Leipzig (1945-1949), vivait à Plagwitz